# 1875
Năm 1875 (MDCCCLXXV) là một năm thường bắt đầu vào Thứ 6 (liên kết sẽ hiển thị đầy đủ lịch) trong Lịch Gregory (hoặc một năm thường bắt đầu vào Thứ 4 trong Lịch Julius chậm hơn 12 ngày).

## Sinh
- 26 tháng 3 - Lý Thừa Vãn, tổng thống đầu tiên của Hàn Quốc (m. 1965).

## Mất
- 24 tháng 1 – Nguyễn Phúc Tường Tĩnh, phong hiệu Xuân Vinh Công chúa, công chúa con vua Minh Mạng (s. 1828).
- 5 tháng 7 – Nguyễn Phúc Hồng Diêu, tước phong Phú Lương công, hoàng tử con vua Thiệu Trị (s. 1845).
- 20 tháng 7 – Nguyễn Phúc Miên Gia, tước phong Quảng Biên Quận công, hoàng tử con vua Minh Mạng (s. 1826).
- 17 tháng 8 – Nguyễn Phúc Miên Thân, tước phong Phù Cát Quận công, hoàng tử con vua Minh Mạng (s. 1837).
- Không rõ – Nguyễn Phúc Nhã Viện, phong hiệu Hoài Chính Công chúa, công chúa con vua Thiệu Trị (s. 1832).